# Zono
La Zono Inc. è stata un'azienda videoludica americana fondata a Costa Mesa in California, il 25 luglio 1991 da Ed Zobrist e William Novak. È nota per lo strategico in tempo reale Metal Fatigue.
Nel 2005, la Zono è stata acquistata dalla MumboJumbo e rinominata MumboJumbo LA. Nel 2007, la compagnia si è spostata a El Segundo, sempre in California. Nel dicembre del 2007 stesso, la MumboJumbo ha chiuso i battenti della MumboJumbo LA, terminando tutti i contratti degli impiegati.

## Giochi sviluppati
| Anno              | Titolo                                              | Piattaforma/e                     | Pubblicazione/i      |
| ----------------- | --------------------------------------------------- | --------------------------------- | -------------------- |
| 1993              | Technoclash                                         | Sega Genesis                      | Electronic Arts      |
| 1996              | Mr. Bones                                           | Sega Saturn                       | Sega                 |
| 1998 (cancellato) | Freak Boy                                           | Nintendo 64                       | Virgin Interactive   |
| 2000              | Metal Fatigue                                       | Microsoft Windows                 | TalonSoft, Psygnosis |
| 2003              | Aliens Versus Predator: Extinction                  | PlayStation 2, Xbox               | Electronic Arts      |
| 2003              | The History Channel: Crusades – Quest for Power     | Microsoft Windows                 | Activision Value     |
| 2004              | Everest                                             | Microsoft Windows                 | Activision Value     |
| 2004              | Riot Police                                         | Microsoft Windows                 | Activision Value     |
| 2004              | Battle for Troy                                     | Microsoft Windows                 | ValuSoft             |
| 2004              | The History Channel: Alamo – Fight for Independence | Microsoft Windows                 | Activision Value     |
| 2004              | Forgotten Realms: Demon Stone (port)                | Microsoft Windows                 | Atari, Inc.          |
| 2006              | Platypus (port)                                     | PlayStation Portable              | MumboJumbo           |
| 2007              | 7 Wonders of the Ancient World (port)               | Nintendo DS, PlayStation Portable | MumboJumbo           |